# Asplenia ethiopica
Asplenia ethiopica är en fjärilsart som beskrevs av George Francis Hampson 1909. Asplenia ethiopica ingår i släktet Asplenia och familjen nattflyn. Inga underarter finns listade i Catalogue of Life.